# Silverdalens Mekaniska Verkstad
Silverdalens Mekaniska Verkstads AB, senare SMV Lifttrucks,  var en svensk tillverkare av gaffeltruckar och reachstackers i Silverdalen/Lönneberga i Hultsfreds kommun och i Markaryd, vilken har som efterföljare dels trucktillverkaren Konecranes Lifttrucks AB i Markaryd, dels legotillverkaren Lönneberga Mekaniska Verkstads AB i Lönneberga.
Silverdalens Mekaniska Verkstad grundades av Bengt Sundberg 1949 i Silverdalen/Lönneberga. Företaget tillverkade sin första gaffeltruck 1952. Under finanskrisen 1990–1994 hamnade företaget på obestånd och togs över av sin långivare Gota Bank, som i sin tur efter att ha hamnat i obestånd övertogs av staten genom Nordbanken. Nordbanken inrättade bolaget Retriva för att hantera de osäkra fordringarna från Gota Bank. Retriva hade i sin tur dotterbolaget Borgkronan, som fick uppdrag att driva Silverdalens Mekaniska Verkstad.
Ägarföretaget Borgkronan anställde en grupp på nio tjänstemän, som kom från konkurrenten Kalmar Industries, för att driva och utveckla företaget, som i början av 1994 hade omkring tjugofemtal anställda och tillverkade ett 30-tal tunga truckar om året, främst till lokala sågverk. Den första investeringen blev en andra produktionsanläggning i Markaryd. Företagets namn ändrades till SMV Lifttrucks.
Borgkronan fick 1996 i uppdrag att avyttra bland andra SMV Lifttrucks. Efter uppmuntran av företagets ledningsgrupp köpte Göthe Parkander (1924–2005), huvudägare i Strålfors i Ljungby, företaget 1997. Den äldre fabriken i Silverdalen/Lönneberga såldes därefter till verkstadsföretaget AB Bröderna Jansson.
Finländska Konecranes köpte 2004 SMV Lifttrucks AB, som 1996 namnändrades till Konecranes Lifttrucks AB. 

## Konecranes Lifttrucks AB
Huvudartikel: Konecranes Lifttrucks AB
Konecranes Lifttrucks AB är ett dotterbolag till finländska Konecranes. Det har huvudkontor i Markaryd och numera produktion i Markaryd, i industrizonen Lingang 75 kilometer sydost om Shanghai i Kina samt från 2017 också i Montceau-les-Mines i Frankrike. Företaget tillverkar och säljer gaffeltruckar (10–60 ton), containerstaplare och reachstackers. Omsättningen låg 2018 på 2,0 miljarder kronor och antalet anställda var 225.

## Lönneberga Mekaniska Verkstad
Huvudartikel: Lönneberga Mekaniska Verkstad
Lönneberga Mekaniska Verkstad, efterföljaren av Silverdalens Mekaniska Verkstad AB/SMV Lifttrucks i Silverdalen(Lönneberga, köptes 1997 av bröderna Thomas och Benny Jansson (AB Bröderna Jansson) i Halmstad. Lönneberga Mekaniska Verkstad är en legotillverkare som har Konecranes Lifttrucks som en stor kund.